# Physokermes jezoensis
Physokermes jezoensis är en insektsart som beskrevs av Siraiwa 1939. Physokermes jezoensis ingår i släktet Physokermes och familjen skålsköldlöss. Inga underarter finns listade i Catalogue of Life.